# Hathway
 (mai 2023).
Hathway Cable & Datacom Ltd, initialement connu sous le nom de BITV Cable Networks, est un opérateur de service de télévision par câble en Inde basé à Bombay.